# Euthalia doubledayii
Euthalia doubledayii är en fjärilsart som beskrevs av Gray 1846. Euthalia doubledayii ingår i släktet Euthalia och familjen praktfjärilar. Inga underarter finns listade i Catalogue of Life.